# Helena Kubicek Boye

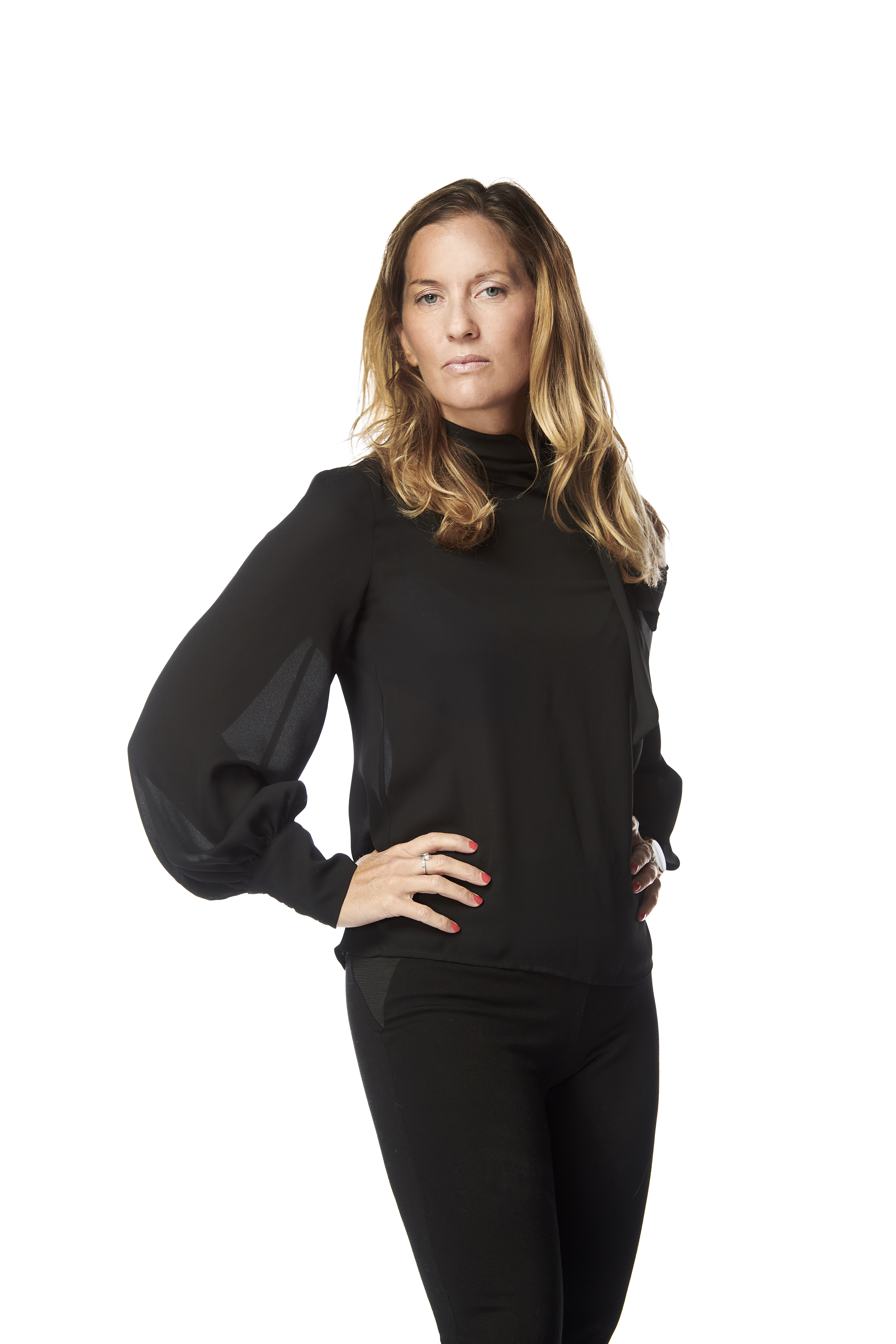

Helena Kubicek Boye, född 17 oktober 1976 i Lund, är en svensk psykolog, föreläsare och författare.

## Karriär
Helena  inledde sin karriär som reporter på Svensk Damtidning, Kvällsposten och Expressen. 2005 var hon färdigutbildad psykolog vid Lunds universitet och gjorde sin PTP-tjänstgöring i öppenvårdspsykiatrin vid rättspsykiatriska kliniken i Säter. Hon har utvecklat appar och e-learnings inom psykologi, arbetat i psykiatri, företagshälsovård och primärvård, samt varit Prisad Nytänkare 2010  och nominerad till Stora psykologpriset 2010 . 2019 gjorde Helena en TEDx om sömn. Helena har gett ut flera böcker inom psykologi och hälsa och även skönlitteratur i form av spänningsromaner.

## Anna Varga
1. Innan Snön Faller - 2018
2. Den Ljusaste Natten - 2019
3. Kallare Än Is - 2020
4. När Allt Brister - 2021
5. Avdelning 21 - 2023